# Zarębiska
Zarębiska – część wsi Węsiory w Polsce, położona w województwie pomorskim, w powiecie kartuskim, w gminie Sulęczyno. Wchodzą w skład sołectwa Węsiory.
W latach 1975–1998 Zarębiska administracyjnie należały do województwa gdańskiego.